# Sixth June
Sixth June је синтпоп бенд из Берлина, основан у Београду 2007. године од стране филмског стваралаца, музичара и визуелног уметника Ласла Антала и глумице и певачице Лидије Андонов.

## Историјат
Група је основана 2007. године, а дана 6. јуна 2009. наступили су на Егзит фестивалу у Новом Саду. Године 2010. преселили су се у Берлин и објавили први албум под називом Everytime за немачку издавачку кућу Genetic Music, након чега су се појавили на фестивалу Бимфест у Антверпену. Њихов спот за песму Oh no it’s burning део је Берлинске недеље музике. Дана 6. јуна 2011. бенд је објавио ЕП под називом Back for a day.
Године 2012. наступили су на фестивалу Wave-Gotik-Treffen у Немачкој, наредне године објавили мини албум под називом Pleasure и појавили се на фестивалима Nuit Fantastique у Бриселском региону и Summer Darkness у Утрехту. Након концерта у берлинском клубу Беган, 2014. године, Berliner Zeitung описао је звук бенда као „слатки, хладни, мрачни електропоп” који подсећа на звук бенда Depeche Mode.
Музички спотови и пројекције уживо су суштински део  наступа групе, а дуо има искуства са филмом, позориштем и видео уметношћу, по чему су препознатљиви. Након објављивања њиховог ЕП-а Pleasure у децембру 2013. године, магазин Peekaboo описао је њихов звук као звук бендова из осамдесетих година, али истовремено и као савремен.
На музику бенда снажно утичу дарк бендови из седамдесетих и осамдесетих година као што су Depeche Mode, The Cure и Bauhaus.

## Дискографија
- Everytime (2010) – Genetic music / No Emb Blanc
- Back for a day, EP (2011) – Mannequin records
- Pleasure, 12 (2013) – Mannequin records
- Virgo Rising (2017) - Aufnahme+wiedergabe
- Without a sign (демои и необјављене песме, 2018) - Aufnahme+wiedergabe
- Trust (2020) - The State51 Conspiracy
- Stay! (2024) - Sweet Sensation / Young & Cold Records

## Спотови
- Everytime (2007, Нови Сад)
- Oh no it's burning (2008, Суботица)
- Come closer (2011, Берлин)
- Back for a day (2011, Берлин)
- Drowning (2014)[12]
- Небо (2017, Београд)
- Night before (2017)
- Call me II (2018)
- In dreams (2019)
- Winter didn't come (2019)
- Негде неко (2020)
- Тишина (2020)